# George E. Akerson

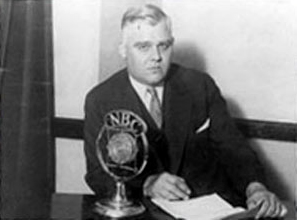
George Akerson bei NBC.

George Edward Akerson (* 5. September 1889 in Minneapolis, Minnesota; † 21. Dezember 1937 in New York City) war ein amerikanischer Journalist und der erste offizielle Pressesprecher des Weißen Hauses.

## Leben
Akerson wurde in Minneapolis, Minnesota, geboren. Er besuchte die University of Minnesota und das Allegheny College und belegte Kurse in Wissenschaft, Literatur und Kunst. Im Jahr 1910 begann Akerson ein Studium an der Harvard University, das er 1912 mit einem BA in Politikwissenschaften abschloss. Die Minneapolis Tribune machte Akerson 1921 zu ihrem Washington-Korrespondenten. Nach Herbert Hoovers Sieg über Smith bei den Präsidentschaftswahlen in den USA 1928 diente Akerson von 1929 bis 1931 als Pressesekretär des Weißen Hauses und war damit der erste offizielle Inhaber dieses Titels. 1931 wechselte er zu Paramount Pictures. Er erkrankte schwer und starb 1937 mit nur 48 Jahren in New York City.

## Familie
Akerson heiratete am 28. Juni 1915 Harriet Blake, eine Absolventin des Wellesley College. Sie hatten drei Söhne.